# Inga Berentz
Inga Sofie Berentz, född 23 december 1878 i Kristiania, Norge, död i 22 februari 1962 i S:t Matteus församling, Stockholm, var en norsk-svensk skådespelare och operettsångerska.

## Biografi
Efter studier i Kristiania för Camilla Weise och Constance Bruun samt i Stockholm för Signe Hebbe och Oscar Lomberg uppträdde Berentz som konsertsångerska, bland annat varietésångerska på Sveasalen i Stockholm 1894. Hon var engagerad vid Eldoradot i Kristiania 1897–1898 där hon debuterade som Lilla helgonet. År 1899 kom hon till Sverige och hade engagemang hos Albert Ranft fram till 1914  och bland annat medverkade hon 1907 i den första svenska uppsättningen av Glada änkan på Oscarsteatern, där hon spelade rollen som Valencienne.
År 1909 gjorde Berentz en skivinspelning av Alice Tegnérs Olle i skogen (Mors lilla Olle) på märket Gramophone. Hon blev därmed en av de första i Sverige att spela in barnvisor på skiva. Berentz spelade in akustiska 78-varvare på Astoria, Gramophone, Odeon och Zonophone.
Inga Berentz gifte sig 1918 med majoren vid Intendenturkåren Theodor Strid.

## Filmografi (urval)
- 1908 – I klädloge och på scen
- 1908 – Dans ur "Surcouf"
- 1912 – Puppydog - en fransk hotdog"

## Teater

### Roller (ej komplett)
| År   | Roll               | Produktion                                                                  | Regi                 | Teater            |
| ---- | ------------------ | --------------------------------------------------------------------------- | -------------------- | ----------------- |
| 1898 | Molly Seamore      | Geishan Sidney Jones, Owen Hall och Harry Greenbank                         |                      | Vasateatern       |
| 1904 | Regerl             | Trollslottet Karl Millöcker och Alois Berla                                 |                      | Vasateatern       |
| 1905 |                    | Både hjärta och hand Charles Lecocq, Charles Nuitter och Alexandre Beaume   |                      | Östermalmsteatern |
| 1905 | Flageolet          | Surcouf Robert Planquette, Alfred Duru och Henri Chivot                     | Axel Ringvall        | Östermalmsteatern |
| 1905 |                    | Madame Sherry Hugo Felix och Maurice Ordonneau                              |                      | Östermalmsteatern |
| 1905 | Cupido             | Orfeus i underjorden Jacques Offenbach, Henri Meilhac och Ludovic Halévy    |                      | Östermalmsteatern |
| 1906 |                    | Lilla drottningen Léon Xanrof och Michel Carré                              |                      | Östermalmsteatern |
| 1906 | Lisette            | Hertiginnan av Danzig Ivan Caryll och Henry Hamilton                        |                      | Östermalmsteatern |
| 1906 | Hertigen av Mantua | Frihetsbröderna Jacques Offenbach, Henri Meilhac och Ludovic Halévy         |                      | Oscarsteatern     |
| 1907 | Valencienne        | Glada änkan Franz Lehár, Victor Léon och Leo Stein                          |                      | Oscarsteatern     |
| 1907 | Gås-Lisa           | Talismanen, eller De bägge rödhåriga Johann Nestroy                         |                      | Oscarsteatern     |
| 1907 | Skytte-Lisa        | Skytte-Lisa Edmund Eysler och Karl Lindau                                   |                      | Oscarsteatern     |
| 1907 | Flageolet          | Surcouf Robert Planquette och Henri Chivot                                  |                      | Oscarsteatern     |
| 1907 |                    | Ambassadören Claude Terrasse, Robert de Flers och Gaston Arman de Caillavet | Emil Linden          | Oscarsteatern     |
| 1908 | Daisy Gray         | Dollarprinsessan Leo Fall, Alfred Maria Willner och Fritz Grünbaum          | Axel Bosin           | Oscarsteatern     |
| 1909 | Jana               | Frånskilda frun Leo Fall                                                    |                      | Oscarsteatern     |
| 1909 | Beliza             | Skatten Helfrid Lambert                                                     |                      | Oscarsteatern     |
| 1910 | Arsena             | Zigenarbaronen Johann Strauss d.y. och Ignaz Schnitzer                      |                      | Oscarsteatern     |
| 1910 |                    | Tjuvskyttarna Jacques Offenbach, Henri Charles Chivot och Alfred Duru       | Emil Linden          | Oscarsteatern     |
| 1911 | Orestes            | Sköna Helena Jacques Offenbach, Henri Meilhac och Ludovic Halévy            |                      | Oscarsteatern     |
| 1911 | Louise Freitag     | Det stora geniet Edmund Eysler och Felix Dörmann                            | Carl August Söderman | Oscarsteatern     |
| 1912 | Nitouche           | Lilla helgonet Hervé, Henri Meilhac och Albert Millaud                      |                      | Oscarsteatern     |
| 1912 | Fragoletto         | Frihetsbröderna Jacques Offenbach, Henri Meilhac och Ludovic Halévy         | Albert Ranft         | Oscarsteatern     |
| 1912 | Prinsessan Margot  | Prinsen av Burgund Leo Fall, Alfred Maria Willner och Robert Bodanzky       |                      | Oscarsteatern     |

## Rollfoton

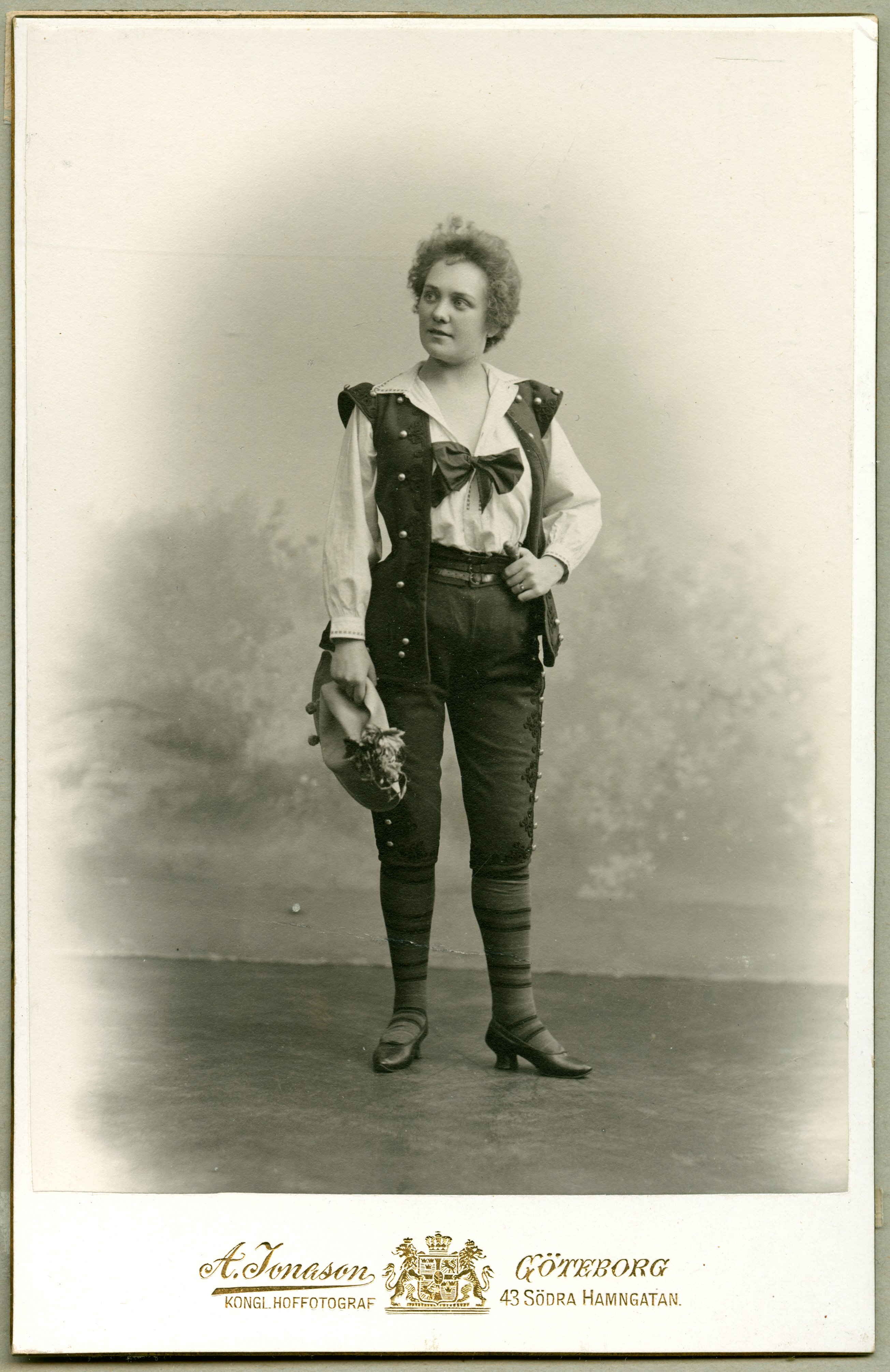
I operetten Frihetsbröderna på Vasateatern 1898.
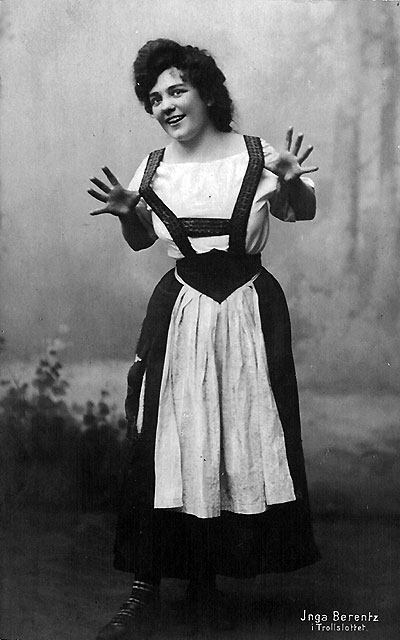
I Trollslottet på Vasateatern 1904.
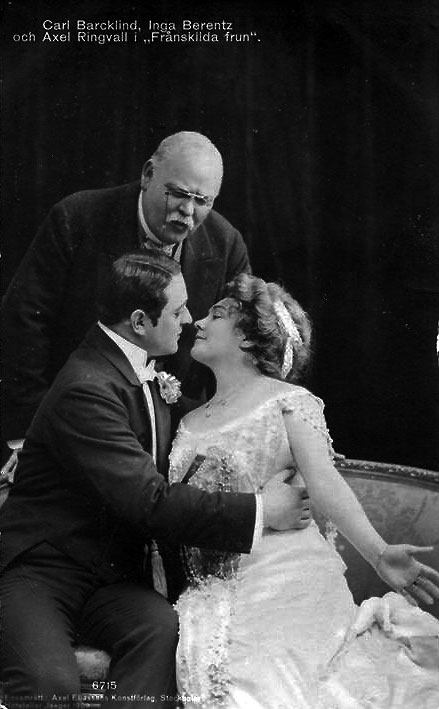
Carl Barcklind (t.v.), Berentz som Jana och Axel Ringvall i operetten Frånskilda frun på Oscarsteatern 1909.
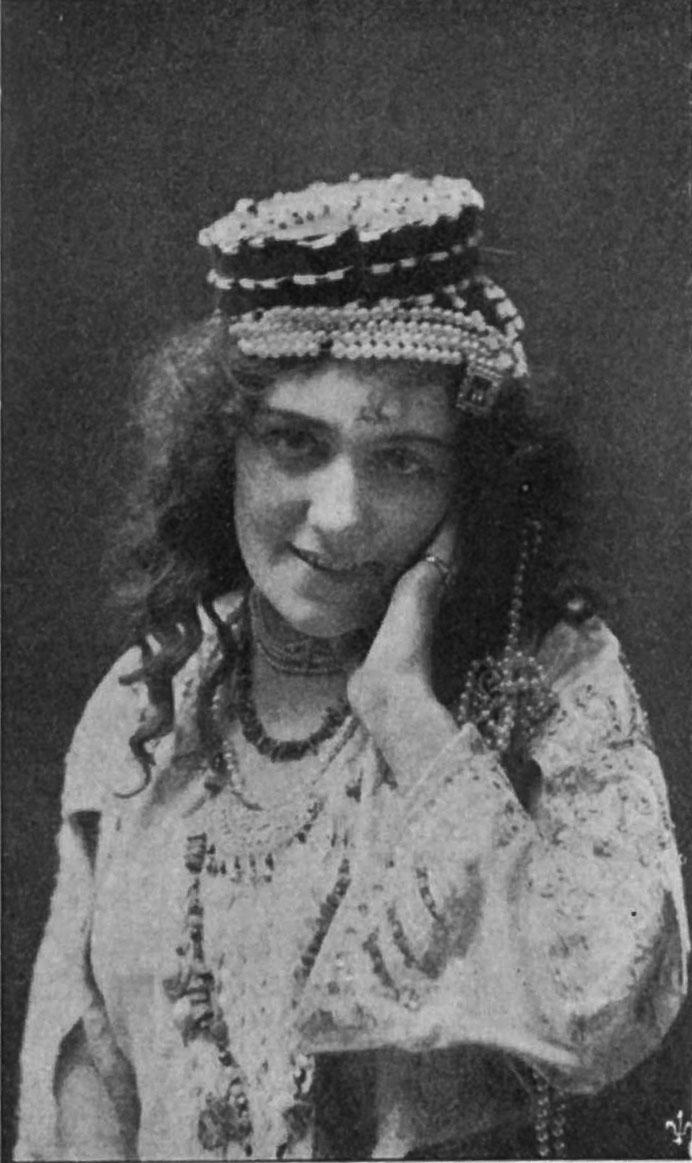
Som Arsén i Zigenarbaronen på Oscarsteatern 1911.

### Strömmande ljud
- Inga Berentz i Stockholmskällan
- Inga Berentz på Gustavus Adolphus College